# チョ・シユン
チョ・シユン（조시윤、曺時倫）は韓国の歌手、女優。PURETTYのメンバー。

## 来歴
2012年にKARAの妹分グループPURETTYのメンバーとしてデビュー。
2014年、PURETTYは事実上の活動停止となり、KARAの新メンバーを選抜する「KARAプロジェクト」に参加し、他のDSPメディア練習生とともにBaby KARAとして活動。
2016年には、Mnetのオーディション番組「PRODUCE 101」に同じくPURETTYのメンバーであったユン・チェギョンと参加し、最終順位は41位であった。

## 出演
- KARAプロジェクト～KARA The Beginning（2014年、MBC）[6]
- PRODUCE 101（2016年、Mnet）